# ブラッド・バード
ブラッド・バード（Brad Bird、1957年9月24日 - ）は、アメリカ合衆国のモンタナ州カリスペル生まれの映画監督、脚本家、アニメーション作家。
アニメーション映画『アイアン・ジャイアント』で映画の初監督を担当し、長編アニメーション部門で『Mr.インクレディブル』『レミーのおいしいレストラン』の2作品がアカデミー賞を獲得。

## 来歴
11歳から13歳にかけて初めてのアニメーション作品を制作する。14歳の時、その作品がウォルト・ディズニー・スタジオに注目され、同スタジオにてアニメーション制作の指導を受ける。このときバードを指導したのがナイン・オールドメンの1人であるミルト・カールであり、バードは彼を師匠と仰いでいる。その後、カリフォルニア芸術大学に入学、アニメーションを学ぶ。またここで、後にピクサーの監督となるジョン・ラセターと出会っている。
卒業後、ディズニーに就職するが短い期間しか在籍せず、1981年に公開された『きつねと猟犬』の制作に関わったのち退職する。その後、テレビドラマの監督や映画脚本などを手がけている。また一時期、アンブリン・エンターテインメントに所属しており、『世にも不思議なアメージング・ストーリー』『ニューヨーク東8番街の奇跡』の制作にも関わっている。
1989年、『ザ・シンプソンズ』の制作プロダクションであるクラスキー・シスポに席を置き、『ザ・シンプソンズ』の第1シーズンに演出家として携わる。数年間『ザ・シンプソンズ』や、その他のテレビアニメ制作においてエグゼクティブ・コンサルタントとして従事する。
初監督映画作品『アイアン・ジャイアント』を制作するため、ワーナー・ブラザースに移籍。この作品は評論家から絶賛されたが興行的には成功せず、その後『Mr.インクレディブル』の制作に移る。当初この作品はワーナー・ブラザース製作の2Dアニメーション作品として進められていたが、ワーナー・ブラザースのアニメーション部門凍結により、制作が頓挫する。そこへ旧友ジョン・ラセターから誘いがあり、ピクサーに迎えられたブラッド・バードは3DCGアニメーション作品として『Mr.インクレディブル』の制作を再開、2004年に公開される。この作品は第77回アカデミー長編アニメ賞を受賞し、アニー賞では全10部門制覇を成し遂げた。
2007年に公開されたピクサー作品『レミーのおいしいレストラン』では降板したヤン・ピンカバに代わって急遽監督を引き継いだ。すでに出来上がっていたキャラクターデザインや脚本を大幅に改訂して制作した本作は第80回アカデミー長編アニメ賞、2007年度のアニー賞を受賞した。その後、1906年に発生したサンフランシスコ地震を題材にした実写長編作品『1906』（ワーナー・ブラザースとディズニー/ピクサーによる共同製作）の制作に取り掛かるも、予算面で制作が中断。トム・クルーズ製作・主演の『ミッション:インポッシブル/ゴースト・プロトコル』の監督オファーを受け、自身初の実写映画監督作品となった。
2009年の第66回ヴェネツィア国際映画祭で、ジョン・ラセター、ピート・ドクター、アンドリュー・スタントン、リー・アンクリッチと共に、アニメ映画への多大な貢献を評価され栄誉金獅子賞を受賞した。

## フィルモグラフィ

### 実写映画
| 年   | 題名                                                                                | 備考       |
| ---- | ----------------------------------------------------------------------------------- | ---------- |
| 1987 | ニューヨーク東8番街の奇跡 *batteries not included                                   | 共同脚本   |
| 2011 | ミッション:インポッシブル/ゴースト・プロトコル Mission: Impossible - Ghost Protocol | 監督       |
| 2015 | トゥモローランド Tomorrowland                                                       | 監督・製作 |

### アニメ映画
| 年   | 題名                                       | 備考       |
| ---- | ------------------------------------------ | ---------- |
| 1999 | アイアン・ジャイアント The Iron Giant      | 監督・脚本 |
| 2004 | Mr.インクレディブル The Incredibles        | 監督・脚本 |
| 2007 | レミーのおいしいレストラン Ratatouille     | 監督・脚本 |
| 2018 | インクレディブル・ファミリー Incredibles 2 | 監督・脚本 |
| TBA  | Ray Gunn                                   | 監督・脚本 |

### アニメシリーズ
| 年        | 題名                                                   | 備考                                                             |
| --------- | ------------------------------------------------------ | ---------------------------------------------------------------- |
| 1986      | 世にも不思議なアメージング・ストーリー Amazing Stories | 『ワンワン騒動記 The Family Dog』 脚本・演出・共同プロデューサー |
| 1990-1991 | ザ・シンプソンズ The Simpsons                          | 演出                                                             |

### その他
| 年   | 題名                                           | 種  | 備考                                      |
| ---- | ---------------------------------------------- | --- | ----------------------------------------- |
| 1991 | Do the Bartman                                 | MV  | 『ザ・シンプソンズ』の派生シングル。 監督 |
| 2005 | ジャック・ジャック・アタック! Jack-Jack Attack | OVA | 監督・脚本                                |

## 出演

### 実写映画
| 年   | 題名                                                   | 役名   |
| ---- | ------------------------------------------------------ | ------ |
| 1985 | 世にも不思議なアメージング・ストーリー Amazing Stories | 科学者 |

### アニメ映画
| 年   | 題名                                           | 役名                     |
| ---- | ---------------------------------------------- | ------------------------ |
| 2004 | Mr.インクレディブル The Incredibles            | エドナ・モード           |
| 2007 | レミーのおいしいレストラン Ratatouille         | アンブリスター・ミニオン |
| 2018 | インクレディブル・ファミリー Incredibles 2     | エドナ・モード           |
| 2018 | ジャック・ジャックとエドナおばたん Auntie Edna | エドナ・モード           |